# Ciclopentene
Il ciclopentene è un cicloalchene, un idrocarburo ciclico insaturo di formula molecolare C5H8. In condizioni normali si presenta come un liquido incolore e dall'odore di benzina, un po' pungente.

## Caratteristiche strutturali e fisiche
Il ciclopentene presenta una scarsa affinità per l'acqua, solubilizzandone solamente 400 ppm a 23 °C ed a sua volta essendo scarsamente solubile in essa; è invece completamente solubile nella maggior parte dei solventi organici quali etere, alcool, benzene ed etere di petrolio. Esso forma due azeotropi: con il metanolo, con una frazione molare di circa 0,68 e con acetato di  metile, con una frazione molare di 0,74.

## Sintesi e reattività
Il ciclopentene può essere preparato per disidratazione del ciclopentanolo in ambiente acido, o anche a partire dal bromuro di ciclopentile (C5H9Br) per trattamento a caldo con idrossido di potassio in soluzione alcolica.
Per trattamento con bromo dà l'addizione elettrofila stereospecifica in anti, fornendo il trans-dibromociclopentano. Inoltre, partecipa alle reazioni tipiche degli alcheni quali la sostituzione radicalica in posizione allilica e cicloaddizioni al doppio legame. L'anello può essere rotto in corrispondenza del doppio legame tramite ozonolisi per dare composti dicarbonilici. Con perossidi, come il perossido di idrogeno in presenza di zeoliti o l'acido m-cloroperbenzoico, reagisce dando il corrispondente epossido, il 6-ossabiciclo[3.1.0]esano.

### Reazioni di ossidazione allilica
In presenza di ossigeno, si ha prevalentemente la sostituzione di un idrogeno allilico con un gruppo perossidico, sia per via autossidativa che fotoossidativa. Reazioni secondarie portano alla produzione del prodotto sostituito con un gruppo carbonilico oppure alla formazione di epossidi o alcoli.